# Prato Sport Club 1936-1937
Questa voce raccoglie le informazioni riguardanti il Prato Sport Club nelle competizioni ufficiali della stagione 1936-1937.

## Rosa
| N. |                   | Ruolo | Calciatore            |
| -- | ----------------- | ----- | --------------------- |
|    | Italia (bandiera) | C     | Ancillotto Ancillotti |
|    | Italia (bandiera) | C     | Rolando Bardazzi      |
|    | Italia (bandiera) | C     | Gianfranco Bernardi   |
|    | Italia (bandiera) |       | Ugo Buccantini        |
|    | Italia (bandiera) |       | Gino Caramelli        |
|    | Italia (bandiera) |       | Dante Carboncini      |
|    | Italia (bandiera) |       | Ornello Cottafavi     |
|    | Italia (bandiera) |       | Giordano Del Carria   |

| N. |                   | Ruolo | Calciatore         |
| -- | ----------------- | ----- | ------------------ |
|    | Italia (bandiera) | C     | Ottorino Dugini    |
|    | Italia (bandiera) |       | Lorenzo Frascaroli |
|    | Italia (bandiera) | A     | Giovanni Mazzoni   |
|    | Italia (bandiera) |       | Giuseppe Pelagatti |
|    | Italia (bandiera) |       | Vittorio Poletti   |
|    | Italia (bandiera) |       | Renato Prussi      |
|    | Italia (bandiera) |       | Hervè Romboli      |
|    | Italia (bandiera) | A     | Urbino Tempestini  |